# فريدريك دي هوفمان
فريدريك دي هوفمان (بالإنجليزية: Frederic de Hoffmann)‏ (و. 1924 – 1989 م) هو فيزيائي، وعالم نووي من الولايات المتحدة الأمريكية . ولد في فيينا. شارك في مشروع مانهاتن .
توفي في لاهويا، عن عمر يناهز 65 عاماً.

## التعليم
تعلم في جامعة هارفارد

## جوائز
حصل على جوائز منها:
- ميدالية الشرف الذهبية العظمى للخدمات المقدمة لجمهورية النمسا.